# Estadio Al Janoub
El estadio Al Janoub, anteriormente llamado estadio Al Wakrah (árabe: ملعب الوكرة), es un estadio multiusos ubicado en la ciudad de Al Wakrah en Catar. El estadio cuenta con un campo de fútbol y una pista de atletismo, pero el recinto se usa principalmente para el fútbol. Actualmente es la sede oficial del club de fútbol Al-Wakrah, donde se juegan diversos partidos de la Liga de fútbol de Catar. Durante la XV edición de los Juegos Asiáticos de 2006 fue sede de las competiciones futbolísticas.
El estadio fue inaugurado el 16 de mayo de 2019 durante la final de la Copa del Emir de Catar entre el Al Sadd y Al-Duhail disputada frente a una audiencia de 38 678 personas. Es una de las sedes de la Copa Mundial de Fútbol donde está programado que se jueguen los partidos de la primera ronda y de la segunda fase de grupos de todo el año.

## Instalaciones
Fue diseñado por la aclamada arquitecta británica-iraquí Zaha Hadid y su estudio de arquitectura, Zaha Hadid Architects. De acuerdo con los diseñadores, la inspiración para el proyecto son las velas de los barcos dhow que se movían a través de las corrientes del Golfo Pérsico.
El recinto tiene una capacidad de 40 000 personas, que podría reducirse a una capacidad de 20 000 asientos después de la Copa Mundial. Cuenta con unas dimensiones de 105 × 68 metros cuadrados y la superficie del campo de fútbol es de césped de hierba natural. Tiene un techo retráctil de 1400 piezas que es acompañado por un sistema de refrigeración capaz de enfriar las áreas de espectadores a 18 °C y el campo de juego a 20 °C. El complejo deportivo incluye un salón de usos múltiples, con spas y piscinas y un centro comercial. Cuenta con un gran servicio de transportes, con autobuses, taxis y transporte ferroviario. El estadio se encuentra a cinco minutos del nuevo Aeropuerto Internacional de Doha.

## Eventos

### Copa Mundial de Fútbol de 2022
El estadio albergó siete partidos de la Copa Mundial de Fútbol de 2022.
| Fecha                   | Selección | Resultado    | Selección | Fase             | Asistencia |
| ----------------------- | --------- | ------------ | --------- | ---------------- | ---------- |
| 22 de noviembre de 2022 | Francia   | 4–1          | Australia | Grupo D          | 40 875     |
| 24 de noviembre de 2022 | Suiza     | 1–0          | Camerún   | Grupo G          | 39 089     |
| 26 de noviembre de 2022 | Túnez     | 0–1          | Australia | Grupo D          | 41 823     |
| 28 de noviembre de 2022 | Camerún   | 3–3          | Serbia    | Grupo G          | 39 789     |
| 30 de noviembre de 2022 | Australia | 1–0          | Dinamarca | Grupo D          | 41 232     |
| 2 de diciembre de 2022  | Ghana     | 0–2          | Uruguay   | Grupo H          | 43 443     |
| 5 de diciembre de 2022  | Japón     | 1–1 (1–3 p.) | Croacia   | Octavos de final | 42 523     |

### Copa Asiática 2024
El estadio albergó seis partidos de la Copa Asiática 2024.
| Fecha                | Equipo 1      | Resultado | Equipo 2           | Ronda            | Asistencia |
| -------------------- | ------------- | --------- | ------------------ | ---------------- | ---------- |
| 15 de enero de 2024  | Malasia       | 0–4       | Jordania           | Grupo E          | 20 410     |
| 18 de enero de 2024  | Palestina     | 1–1       | Emiratos Árabes U. | Grupo C          | 41 986     |
| 23 de enero de 2024  | Australia     | 1–1       | Uzbekistán         | Grupo B          | 15 290     |
| 25 de enero de 2024  | Corea del Sur | 3–3       | Malasia            | Grupo E          | 30 117     |
| 30 de enero de 2024  | Uzbekistán    | 2–1       | Tailandia          | Octavos de final | 18 691     |
| 2 de febrero de 2024 | Australia     | 1–2       | Corea del Sur      | Cuartos de final | 39 632     |